# 键盘 (音乐)

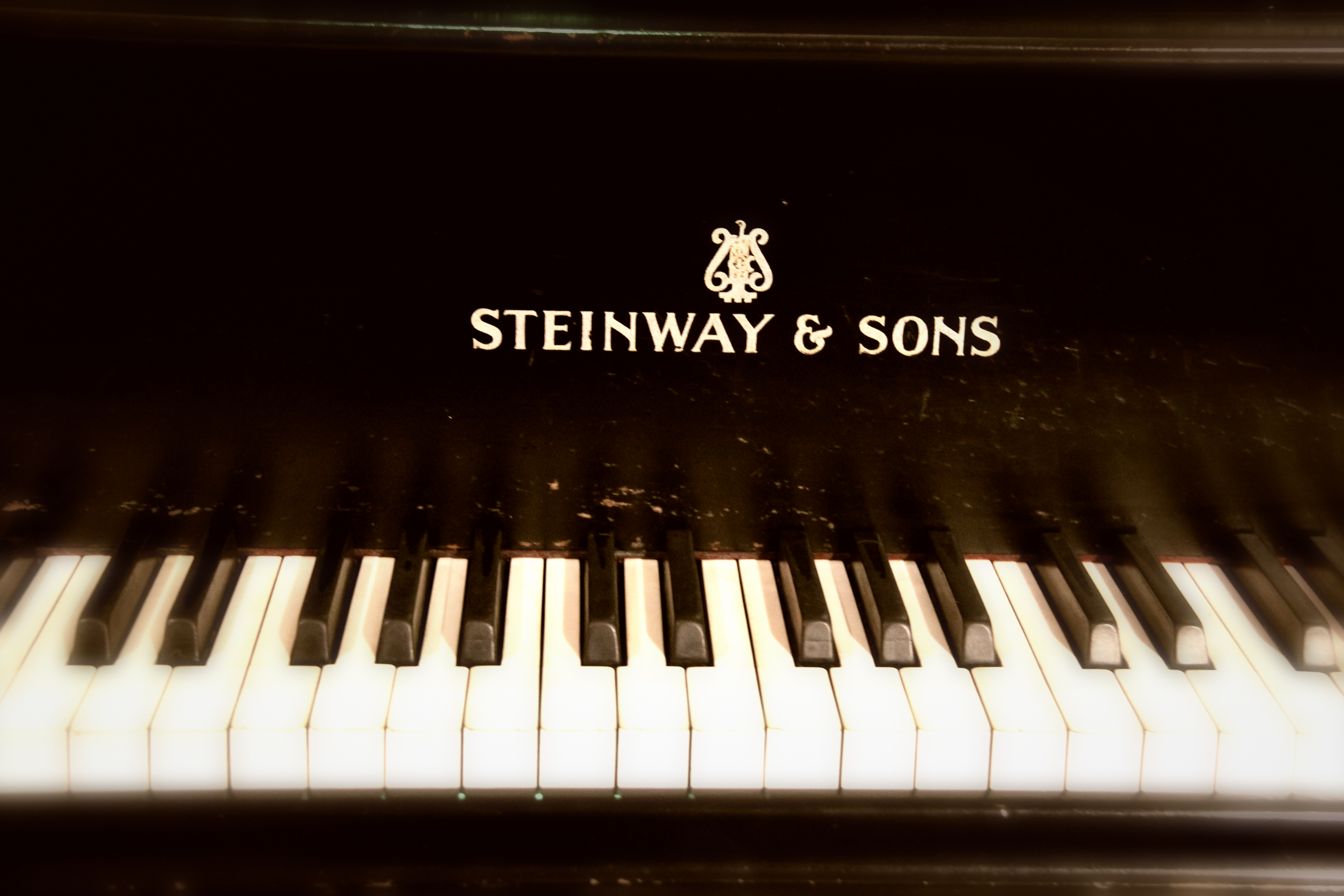
一部Steinway & Sons的鋼琴中的键盘。

键盘（Keyboard）是鍵盤樂器和部份有音高的敲擊樂器的重要部件，當中鍵盤樂器多採用活動式的裝置，按壓後键盘會返回原來位置，例如鋼琴、數位鋼琴、電子琴、管風琴、大鍵琴等，也適用於敲擊樂器中的鋼片琴；至於如木琴、馬林巴、顫音琴等敲擊樂器，則純綷指不同音高的發聲體按鍵盤樂器的排列方式放置，但仍可統稱為「键盘」。
有些民族樂器亦可採用類似按鈕裝置的「键盘」，間接協助製造出聲音，如日本的大正琴、印度的西塔琴等。另外，魔音琴（合成器的一種）是運用電子的方法合成出聲音的機器。
出產鍵盤樂器中的键盘廠牌有很多，比較知名的就是YAMAHA、Roland和KORG。